# Nicolas-Tolentin Hébert
Pour les articles homonymes, voir Hébert.
Nicolas-Toentin Hébert (né le 10 septembre 1810 à Saint-Grégoire (Québec) - mort le 17 janvier 1888 à Kamouraska) est un curé québécois. Il a été curé de la paroisse de Saint-Pascal de Kamouraska de 1840 à 1852,. Il est connu pour avoir contribué à la colonisation du Lac Saint-Jean (Hébertville).